# ジェイアール東海不動産
ジェイアール東海不動産株式会社（ジェイアールとうかいふどうさん）は東京都港区と愛知県名古屋市中村区に本社を置く日本の不動産会社。東海旅客鉄道(JR東海)の完全子会社（特定子会社、連結子会社）。
JR東海が保有する不動産を活用した、不動産開発事業・住宅事業・オフィス事業を行なっている。

## 運営する主な施設

### 商業施設
- ナゴヤセントラルガーデン
- イオンタウン太閤ショッピングセンター
- イオン徳川明倫ショッピングセンター

### オフィスビル

#### 自社物件
- 新笹島ビル（名古屋市中村区名駅南1-23-27）　※東海交通機械本社入居
- JR東海建設竹橋ビル（名古屋市中村区竹橋町15-12）
- JR東海建設則武ビル（名古屋市中村区則武1-15-7）　※JR東海建設本社ビル
- セントラル静岡南町ビル（静岡市駿河区南町3-1）　※JR東海コンサルタンツ静岡設備部入居
- 東塩小路ビル（京都市下京区）

#### 管理物件
- 丸の内中央ビル
- JR東海品川ビル
- JR東海大曽根ビル　※JR東海情報システム本社ビル
- ネオ笹島ビル　※JR東海総合ビルメンテナンス本社入居、JR東海フードサービス本社入居

## 事業所
- 本社 - 東京都港区[5]
- 名古屋本社 - 愛知県名古屋市中村区（JRゲートタワー）
- 静岡支社 - 静岡県静岡市駿河区（パルシェ内）